# Charles Mansfield
Charles Blachford Mansfield (Rowner, 8 maggio 1819 – Londra, 26 febbraio 1855) è stato un chimico britannico.
È famoso per avere isolato il benzene e il toluene dal catrame e per avere sintetizzato il nitrobenzene facendo reagire benzene e acido nitrico. È stato inoltre un riformatore sociale.

## Biografia
Frequentò il college Clare Hall dell'Università di Cambridge, dove ottenne il baccellierato nel 1846.
A partire dal 1847 frequentò il Royal College of Chemistry, che a quei tempi era diretto da August Wilhelm von Hofmann. Nello stesso anno, durante i suoi studi per conto di August Wilhelm von Hofmann, isolò il benzene e il toluene attraverso distillazione frazionata del catrame.
Nel 1848 fondò il Movimento Socialista Cristiano (CSM) assieme a John M. Ludlow e altri. Nello stesso anno prese parte alla fondazione del South Paddington Working Men’s College.
Nel 1855 pubblicò "Theory of Salts", dove proponeva un metodo di classificazione degli elementi chimici.
Il 17 febbraio del 1855, in seguito ad un incidente in laboratorio, rimase ustionato assieme al suo assistente, e a causa delle ustioni riportate morirono entrambi dopo alcuni giorni.

## Opere
- (EN) Benzole: Its Nature and Utility, Londra, 1849.
- Researches on Coal Tar, in Journal of the Chemical Society, vol. 1, 1849,  pp. 244–268.
- Hints for Hygea, in Fraser's Magazine, 1850.
- A Theory of Salts: A Treatise on the Constitution of Bipolar (TwoMembered) Chemical Compounds, Londra, Nevil Story Maskelyne, 1865.
- Aerial Navigation, Londra, Macmillan, 1877.
- Paraguay, Brazil and the Plate, Cambridge, Macmillan, 1856.